# Fregaty rakietowe typu 123
Fregaty rakietowe typu 123 – niemieckie fregaty rakietowe, których głównym zadaniem jest zwalczanie okrętów podwodnych. Określane są także jako fregaty typu Brandenburg. W latach 1994 – 1996 do służby weszły 4 okręty tego typu.

## Historia
W drugiej połowie lat 80 w Niemczech rozpoczęto pracę nad nowymi okrętami mającymi zastąpić niszczyciele typu 101. W 1988 wybrano wstępny projekt okrętów zaprojektowanych w hamburskiej stoczni Blohm + Voss. W styczniu 1989 złożono zamówienie na cztery jednostki tego typu. Każdy okręt miał być budowany w innej stoczni: "Brandenburg" w stoczni Blohm + Voss, "Schleswig-Holstein" w HDW, "Bayern" w Thyssen Nordseewerke, a "Mecklenburg – Vorpommern" w stoczni Bremen Vulcan. Główne zadanie jednostek typu 123 jakim jest zwalczanie okrętów podwodnych realizowane jest za pomocą dwóch śmigłowców pokładowych Westland Lynx. Dodatkowo okręty mogą także zwalczać cele powietrzne. Od 2008 okręty mają zostać poddane programowi modernizacji który będzie zakładał m.in. zastąpienie pocisków przeciwlotniczych Sea Sparrow ich nowszymi wersjami. Pociski przeciwokrętowe Exocet mają zostać zastąpione przez pociski RBS-15, które oprócz celów morskich mogą zwalczać także cele lądowe.

## Zbudowane okręty
- F 215  Brandenburg – wejście do służby w 1994
- F 216  Schleswig-Holstein – wejście do służby 1995
- F 217  Bayern – wejście do służby 1996
- F 218  Mecklenburg-Vorpommern – wejście do służby 1996

## Zastosowanie
- "Schleswig-Holstein" i "Bayern" od 2002 biorą udział w działaniach antyterrorystycznych u wybrzeży Somalii
- "Mecklenburg-Vorpommern" w 2003 wspierał działania koalicji międzynarodowej w Iraku co w Niemczech spotkało się z krytyką opozycji.
- Fregata "Brandenburg" jest od 15 listopada 2006 okrętem flagowym niemieckiego kontyngentu, który patroluje wybrzeże Libanu w ramach misji UNIFIL.